# Pierrot Ensemble
Een Pierrot Ensemble is een muziekensemble bestaande uit dwarsfluit, klarinet, cello, viool en piano, vaak aangevuld met zangers of percussionisten. Het ensemble is vernoemd naar de liederencyclus Pierrot Lunaire van Arnold Schönberg.

## Ontstaan
Het gebruik van dit kwintet gebeurde voor het eerst in Schönbergs liederencyclus en werd vervolgens het kern-ensemble voor veel modern klassieke muziek in de twintigste eeuw.
Ondanks het feit dat professionele kamermuziek-gezelschappen zich vooral focussen op muziek uit de 18e en 19e eeuw, is het Pierrot Ensemble een veelgebruikte en populaire bezetting voor moderne muziek.

## Componisten
Enkele componisten die schreven voor Pierrot Ensemble zijn:
- John Cage: Seven (1988)
- Peter Maxwell Davies: Eight Songs for a Mad King (1969)
- Steve Reich: Double Sextet (2007)
- Robert Paterson: Sextet (1999), The Thin Ice of your Fragile Mind (2004)
- Steven Stucky: Ad Parnassum (1998)
- Graham Waterhouse: Irish Phoenix (2017)